# Castello di Roccacolonnalta
Il castello di Roccacolonnalta, o castello di Rocca Colonnalta, è un castello medievale nella frazione Roccacolonnalta a San Ginesio.

## Storia

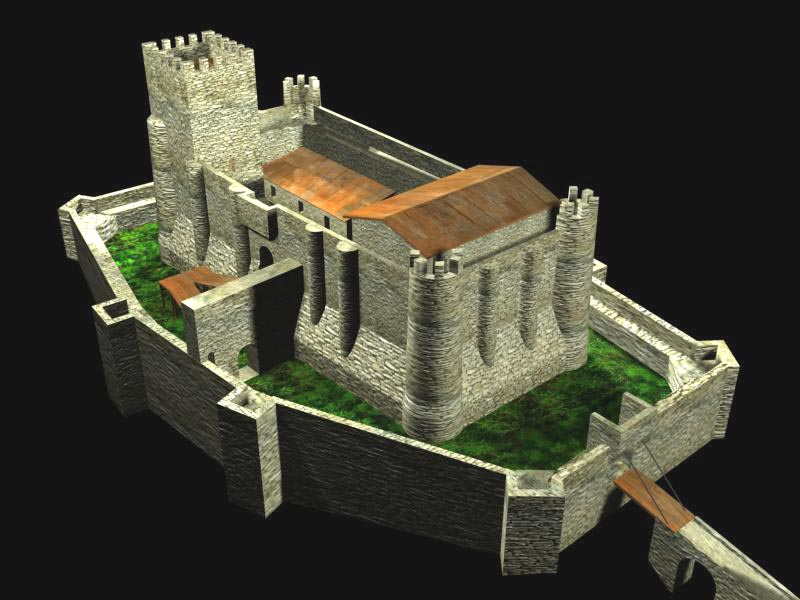
Rendering della struttura del castello

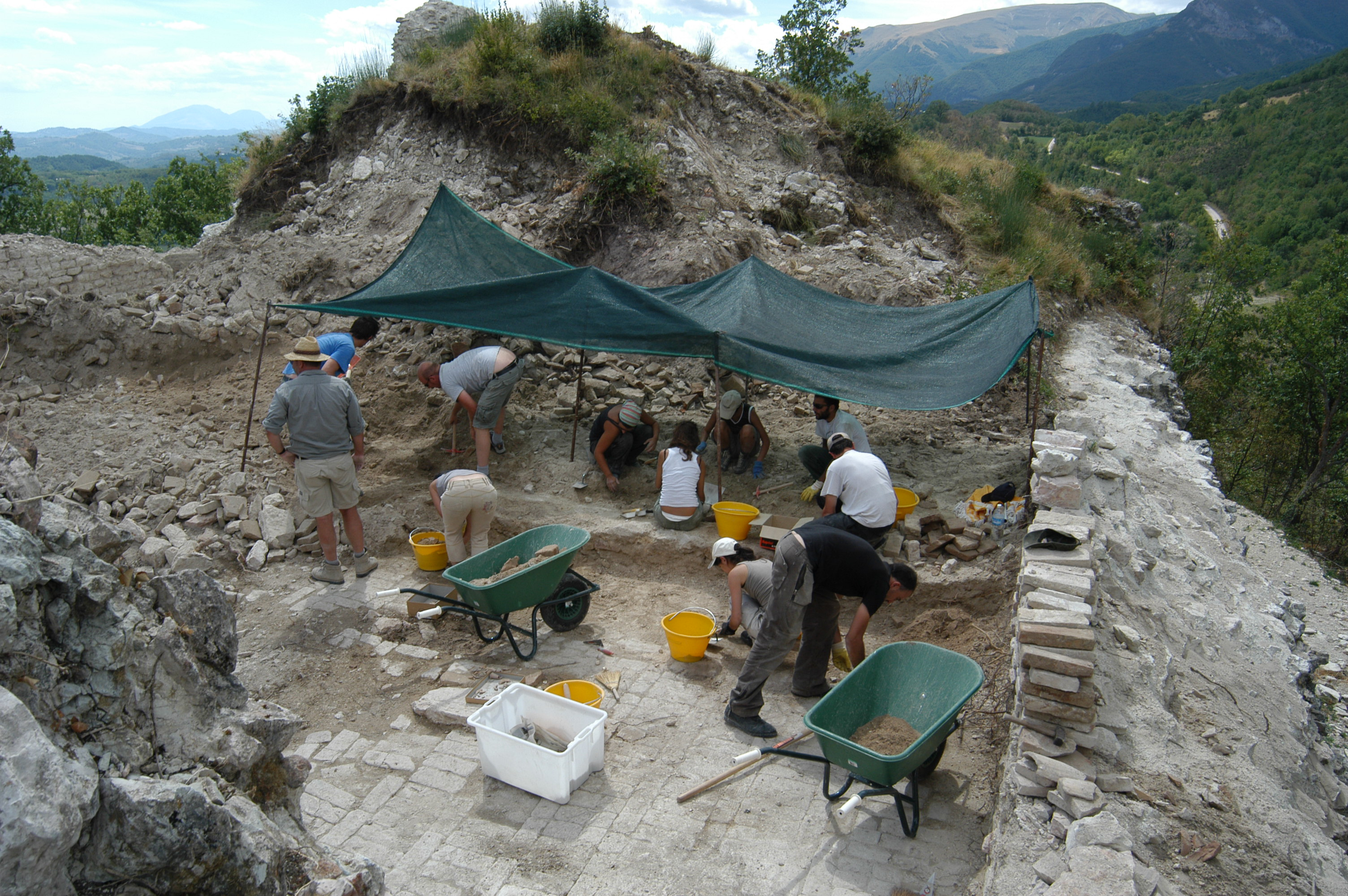
Scavi dell'università Sapienza di Roma

Situato a circa 700 m s.l.m. il castello di Roccacolonnalta venne costruito a partire dal XIII secolo, quando la famiglia dei Brunforte ottenne il controllo di molti territori italiani, distribuiti anche nei Comuni di Sarnano e San Ginesio. Nella seconda metà del XIII secolo il potere dei Brunforte iniziò a vacillare e nel 1265 il castello venne attaccato da San Ginesio, che rivendica a il territorio. L'attacco non fu casuale, infatti la nobile famiglia stava affrontato numerose problematiche proprio a Sarnano, iniziate nel 1264 con papa Urbano IV, che inviò nella Marca il Cardinale Simone Paltanieri ad intimare Rinaldo Brunforte di presentarsi a Roma per subire la scomunica e la perdita dei territori come sanzione per aver avallato la causa imperiale di Federico II. Rinaldo non si presentò e il 1º giugno 1265 il Cardinale svincolò gli abitanti di Sarnano dalla soggezione ai signori di Brunforte. Fu proprio per la mancata presenza a Roma di Rinaldo che San Ginesio decise di attaccare, appoggiati anche dall'intervento del Pantanieri. Lo stato belligerante durò fino al 1272, quando venne riconfermato il dominio dei Brunforte, ma solo nel 1330 San Ginesio ottenne il pieno controllo del castello, venduto da Ottaviano Brunforte.
Dalla seconda metà del XIV secolo al XV secolo la rocca passò sotto al controllo dei Da Varano, essendo San Ginesio parte del territorio del Ducato di Camerino. Con la caduta dei signori camerti, la Rocca passò a Francesco Sforza, fino a quando il castello e la Rocca, intorno alla metà del XV secolo, tornarono nuovamente sotto il dominio di San Ginesio. Il 23 marzo 1487 papa Innocenzo VIII concesse la possibilità al governo comunale di applicare una tassa il cui denaro sarebbe stato concesso per riparare la struttura.
Nel 1664, dopo un periodo di decadenza e disuso dovuto ad un incendio nel XVI secolo, il Comune utilizzò le pietre calcaree della costruzione per il restauro della chiesa di Santa Maria di Pieca e la costruzione della frazione Roccacolonnalta, azione che fece diminuire l'altezza delle mura. Il reimpiego venne utilizzato fino agli anni 1950. Durante la seconda guerra mondiale una delle torri della rocca venne utilizzata come bersaglio dall'artiglieria.
Il castello ha rivisto una ripresa negli anni 2000: sul luogo sono stati effettuati studi dell'Università Sapienza di Roma con l'intervento del Comune di San Ginesio, dell'allora Comunità montana Monti Azzurri e di privati. Nel luogo è stata prevista la costruzione di un centro apposito medievale e una ristrutturazione con elementi naturali, anche se nessuna delle idee previste è stata realizzata.

### La presunta origine templare
Negli anni 1970 durante i suoi studi, Padre Giacinto Pagnani teorizzò che l'origine della struttura fosse di origine templare, sostenendo che gli stessi Brunforte parteciparono alle prime crociate in Terra santa. Lo storico locale Rossano Cicconi ha sottolineato che il castello non viene citato nella divisione dei beni di Fildesmido da Mogliano, quando nel 1244 divise i suoi possedimenti, dando al nipote Rinaldo Brunforte i territori limitrofi a Sarnano. Secondo queste ipotesi e vista la forma delle torri e della pianta riconducibile ad un quadrilatero, parti molto simili a quelle restanti del Krak dei Cavalieri (Ḥisn al-Akrād in lingua araba) situato in Siria, la rocca venne costruita prima del XIII secolo e che l'arrivo dei Brunforte abbia sancito solo un restauro ad una precedente costruzione, risalente al XI secolo.

## Architettura e arte

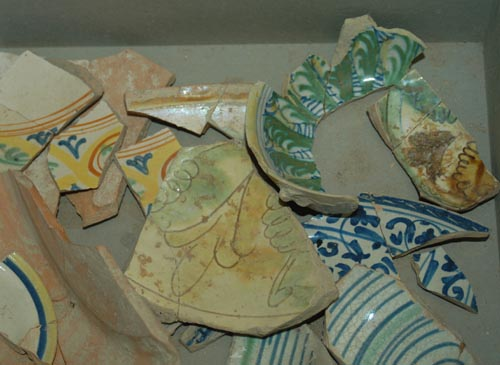
Alcune ceramiche ritrovate

La rocca si presenta come un rudere costruito in pietra calcarea, con resti delle torri, delle mura principali, del maschio e delle mura difensive che circondavano la costruzione. Nonostante non ci siano opere intatte nel territorio della rocca, alcuni scavi della Scuola di Specializzazione in Storia dell’Arte dell'università Sapienza di Roma, iniziati nel 2006 e conclusi nel 2008, hanno riportato alla luce numerose ceramiche, circa 2 500, risalenti a numerose epoche, nei pressi delle torri e del cortile centrale. Dall'analisi dei reperti rinvenuti, si è capito che sono di oggettistica comune, quali bottiglie e piatti, mentre altri sono di prestigio, che presentano colorazioni gialle, ocra, verdi, marroni e blu. Alcune provengono da Deruta e dalla Toscana e la differenza tra loro fanno pensare ad un utilizzo secondo le occasioni e le classi sociali.

### Il "telaio d'oro"
Nella conoscenza locale è famosa la leggenda del "telaio d'oro", ovvero un telaio di una giovane ragazza costruito in oro e seppellito sotto alla rocca. La leggenda narra che alcuni folletti conosciuti come "Polliccini", che abitavano nelle foreste limitrofe alla struttura, procuravano alla ragazza la lana da tessere nelle profondità della rocca. Il loro compito era quello di proteggere la natura.